# Brand von Moskau (1812)

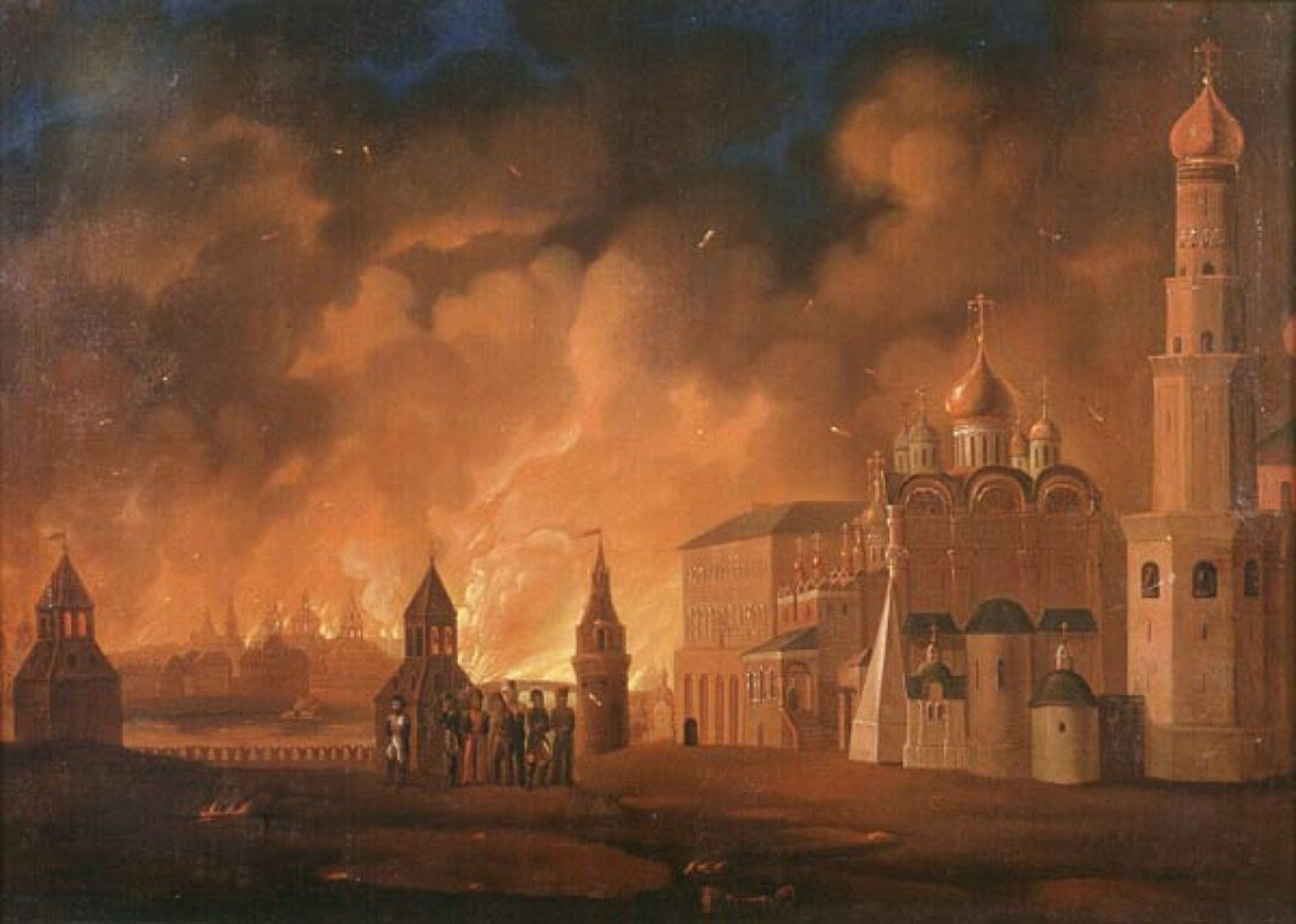
A. Smirnow: Brand von Moskau

Der Brand von Moskau (1812) dauerte vom 14. September bis 18. September 1812 während der Besetzung Moskaus durch Napoleons Truppen. Die russische Armee verließ Moskau nach der Schlacht bei Borodino. Der Brand verwüstete praktisch die ganze Weiße Stadt (russ. Белый город) und Erdige Stadt (russ. Земляной город) sowie weite Teile des Moskauer Randgebietes, wobei drei Viertel der Bebauung zerstört wurden.

## Vorgeschichte
Nach der Schlacht bei Borodino hatte Feldmarschall Kutusow einen russischen Sieg verkündet. Die Moskauer Bevölkerung fühlte sich in Sicherheit. Erst später erfuhr man, dass Napoleon mit seiner Armee auf Moskau vorrückte. Der Gouverneur von Moskau Rostoptschin versicherte der Bevölkerung, dass Moskau nicht in Gefahr sei. Trotzdem verließen die ersten Einwohner die Stadt und wurden als Verräter und Feiglinge beschimpft. Als die sich zurückziehende russische Armee am 12. September das Dorf Fili vor den Toren Moskaus erreichte, glaubten viele Einwohner, dass die bei Borodino „siegreiche“ russische Armee Moskau verteidigen würde. Rostoptschin rief auch die Einwohner zur Verteidigung der Stadt auf. Mehrere Generale der russischen Armee verlangten ebenfalls nach einer Schlacht vor den Toren Moskaus, darunter auch General Bennigsen, der Generalstabschef Kutusows. Am Nachmittag des 13. September entschied ein russischer Kriegsrat in Fili unter Leitung von Kutusow, dass Moskau aufgegeben werden soll. Um 11 Uhr abends begann der Rückzug der russischen Armee. Nun brach Panik in Moskau aus.
Der russische Offizier Friedrich von Schubert (Oberquartiermeister im Hauptquartier von Barclay de Tolly) schrieb dazu: „In dieser Stadt (Moskau) war auf die größte Erregtheit und eine lächerliche, siegestrunkene Anmaßung durch das plötzliche Erscheinen unserer Armee und den Entschluß, Moskau dem Feinde zu übergeben, die höchste Niedergeschlagenheit gefolgt. Die verständigen, klugen Leute hatten schon früher in aller Stille die Stadt verlassen, jetzt folgten die unteren Klassen, die Armen, der Pöbel, in der eiligsten Hast, beinahe in einer wilden Flucht. Teils trieb sie dazu die Furcht vor den Gewalttätigkeiten, vor den Grausamkeiten, welche diese, wie es hieß, gegen alle Russen verübten, aber in hohem Maße auch der Fanatismus, den Rostoptschin und die Geistlichkeit ihnen eingeflößt hatten. Es war ihnen gepredigt worden, es sei eine Sünde, irgendeine Gemeinschaft mit diesen Ketzern, diesen Tempelschändern zu haben, es sei Verrat gegen den Zaren und das Vaterland dazubleiben und den allgemeinen Feind aufzunehmen; sie sollten alle davonziehen.“
Rostoptschin, der die Verteidigung Moskaus befürwortete und vor dem Kriegsrat in Fili ein Gespräch mit Kutusow führte, schrieb später: „Das Gespräch zeigte mir die niedrige Gesinnung, die Furchtsamkeit und die Unentschlossenheit dieses Armeeführers, der den Titel Retter Russlands erhalten hat, ohne ihn zu verdienen.“ Es gibt jedoch keinen Historiker, der die Entscheidung Kutusows, vor Moskau keine Schlacht zu liefern, für falsch hält. Rostoptschins Aussage erscheint daher eher wie eine Rechtfertigung seines Verhaltens als Gouverneur der Stadt.
Um die Bekämpfung eines Brandes effektiv zu behindern, hatte Rostoptschin sämtliche Feuerspritzen der Stadt zerstören lassen. Die russische Armee musste mehrere tausend Verwundete und Kranke in Moskau zurücklassen, da die zur Verfügung stehenden Transportmittel nicht ausreichten.

## Der Brand von Moskau

### 14. September
Die französische Vorhut unter Murat hatte sich bereits der Stadt genähert. Die Räumung der Stadt war in vollem Gange. Selbst ein großer Teil der russischen Armee befand sich noch in der Stadt. General Miloradowitsch, der die russische Nachhut führte, sandte einen Parlamentär zur französischen Vorhut und wollte mit Murat Verhandlungen führen. Einige Stunden später erschien statt Murat General Sebastiani. Nach Clausewitz, der in russischen Diensten war, führten sie ein langes Gespräch. Miloradowitsch erklärte, dass man noch 24 Stunden brauchen würde, die Stadt zu räumen. Sebastiani wies darauf hin, dass die russische Armee bereits an beiden Seiten überflügelt worden war, worauf ihm Miloradowitsch erklärte, dass man die Stadt erbittert verteidigen würde, falls man dieser Forderung nicht nachkommen würde. Dabei würde es zu massiven Zerstörungen in der Stadt kommen. Sebastiani willigte schließlich ein, da die Franzosen die Stadt unversehrt in Besitz nehmen wollten. Ferner einigte man sich darauf, dass die Spitze der französischen Vorhut erst zwei Stunden nach Abzug der russischen Nachhut in Moskau einmarschieren sollte.
Die russische Nachhut zog am Nachmittag gegen drei Uhr in Moskau ein und stellte sich nach Clausewitz zwischen fünf und sechs Uhr etwa 700 Schritt östlich der Stadt auf. Kaum hatte sie diese Position eingenommen, erschienen mehrere Regimenter feindlicher Kavallerie. Erneut schickte Miloradowitsch einen Parlamentär und forderte eine Unterredung mit Murat. Wieder erschien nur Sebastiani. Die Unterredung führte dazu, dass sich beide Seiten tatenlos gegenüberstanden. Clausewitz berichtet bereits hier, dass in den äußersten Vorstädten an mehreren Orten bereits Rauchsäulen aufstiegen. Unter den französischen Kavallerieeinheiten befanden sich zwei preußische Regimenter, darunter brandenburgische Ulanen. Clausewitz nutzte die Gelegenheit, um über einen preußischen Offizier Nachrichten in die Heimat zu übermitteln. Er war nicht der einzige Offizier, der sich mit dem Feind unterhielt. Während dieser Waffenruhe gab es mehrere Kontakte und Gespräche mit dem Gegner, bis das von höherer Stelle per Befehl unterbunden wurde. Die vereinzelten Brände schrieb Clausewitz der allgemeinen Verwirrung zu. Die französische Vorhut beschäftigte sich zu diesem Zeitpunkt weniger mit der Stadt als vielmehr mit der russischen Nachhut. Dagegen befanden sich in der Stadt selbst noch Kosaken.

### Zeitfolge der Geschehnisse
In den Morgenstunden des 3. Septemberjul. / 15. September 1812greg. erschien Napoleon, begleitet von den Klängen der Marseillaise, mit seiner Leibgarde im Kreml. Die Flammen ergriffen das Stadtviertel Kitai-Gorod dicht an den Kreml-Mauern. Am Morgen des folgenden Tags verließ Napoleon den Kreml und zog im Pjetrowski-Palast ein. Seiner Begleitung gelang es, durch die brennende Arbat-Straße das Ufer des Moskwa-Flusses zu erreichen.
Nach der Verwüstung von drei Vierteln des Stadtgebietes begann der Brand am 6. Septemberjul. / 18. September 1812greg. langsam zu erlöschen. Napoleon kam in den Kreml zurück. Nach einem Urteil des französischen Militärgerichtes wurden am 12. Septemberjul. / 24. September 1812greg. die ersten Brandstifter erschossen.
Die französischen Truppen zogen am 6. Oktoberjul. / 18. Oktober 1812greg. bzw. 7. Oktoberjul. / 19. Oktober 1812greg. aus Moskau ab.

## Die Ursachen des Brandes
Es gibt mehrere Deutungen der Ursachen: die zweckmäßige Brandlegung der verlassenen Stadt auf Befehl des Gouverneurs Rostoptschin, die Brandstiftung durch russische Saboteure und die Brandlegung durch unvorsichtigen Umgang mit offenem Feuer durch betrunkene französische Soldaten. Da es mehrere Brandherde gab, sind alle drei Möglichkeiten nicht auszuschließen.

## Die Brandfolgen

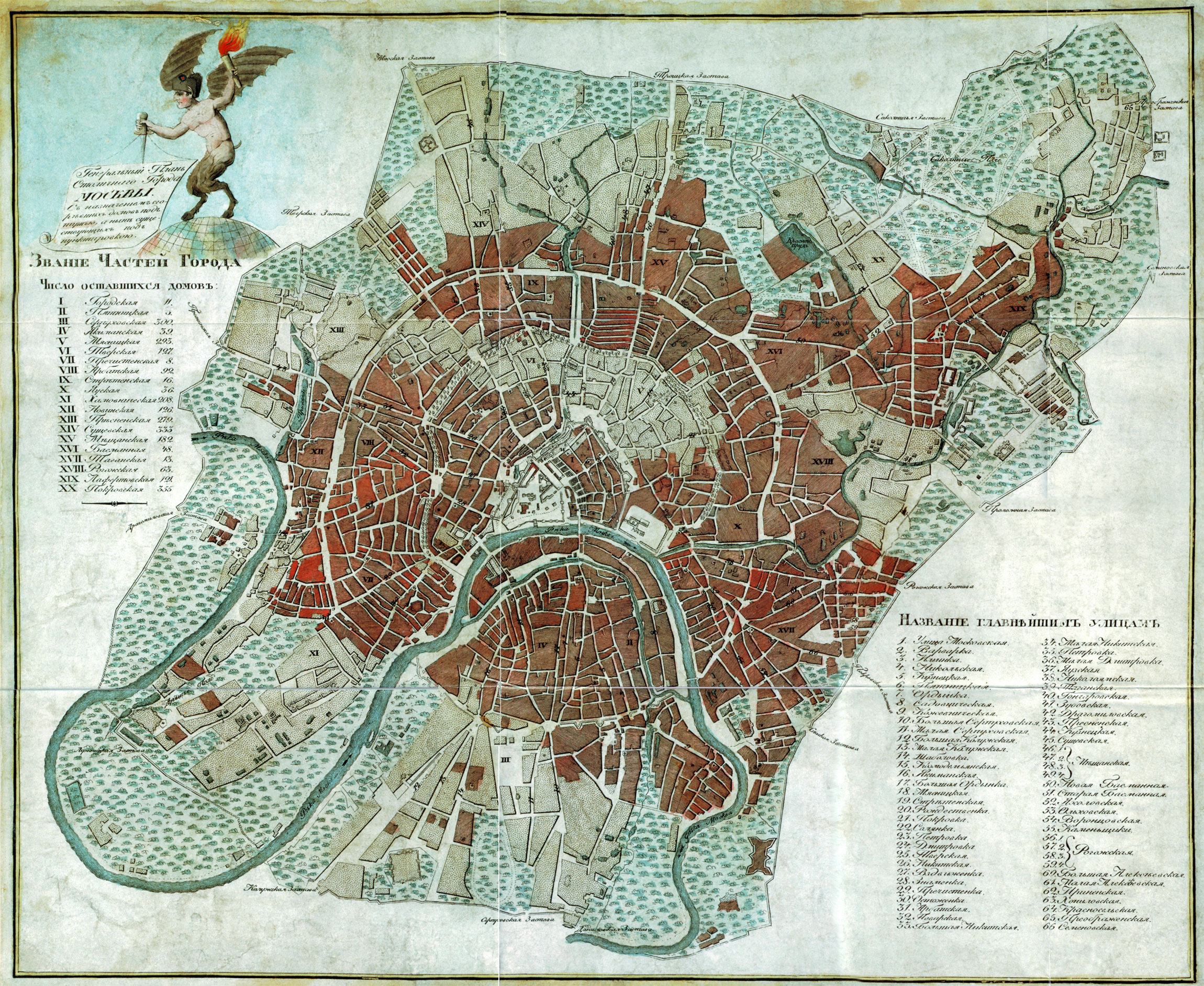
Die Karte von Moskau aus dem Jahr 1813. Die rot markierten Flächen zeigen den Umfang der Verwüstungen.

Nach späteren Schätzungen zerstörten die Flammen:
- 6496 von 9151 Wohnhäusern (darunter 6584 hölzern und 2567 gemauert)
- 8251 Geschäfte, Lagerräume usw.
- 122 von 329 Kirchen (Plünderungen nicht eingerechnet).

Im Feuer fanden 2000 verwundete russische Soldaten den Tod, die von der Armee nicht mitgenommen werden konnten.
Das Feuer verwüstete die Universität, die Buturlin-Bibliothek, das Petrowski- und Arbat-Theater. Die Anzahl der Einwohner fiel von 270.000 auf 215.000. Moskau verlor einen beträchtlichen Teil seiner Baudenkmäler, insbesondere traditionelle Holzbauten.
Andererseits ermöglichte die Vernichtung ganzer Bezirke eine radikale Modernisierung der Stadt.

## Der Wiederaufbau
Im Februar 1813 berief Zar Alexander I. Romanow eine „Kommission für Bauwesen in Moskau“, die bis 1843 tätig war. Der städtebauliche Generalplan von Moskau wurde 1817 bewilligt. Damals wurde durch die verwüsteten Gebiete die Ringstraße Sadowoje Kolzo (Gartenring) geführt.

## Nachhall in Europa
Der Brand von Moskau hinterließ bei den Zeitgenossen einen großen Eindruck. In Berlin stellte wenige Monate nach dem Ereignis Karl Friedrich Schinkel ein beleuchtetes und teilweise bewegliches Schaubild aus, das großes Interesse beim Publikum fand.

## Quelle
- Carl von Clausewitz: Der Feldzug von 1812 in Russland, der Feldzug von 1813 bis zum Waffenstillstand und der Feldzug von 1814 in Frankreich, Ferdinand Dümmler, Berlin 1835
- Eckart Kleßmann: Napoleons Russlandfeldzug in Augenzeugenberichten, Karl Rauch Verlag, Düsseldorf 1964
- Alan Palmer: Napoleon in Russland, S. Fischer Verlag, Frankfurt am Main 1967
- Dominic Lieven: Russland gegen Napoleon, C. Bertelsmann Verlag, München 2011 – ISBN 978-3-570-10050-9.
- Johannes Ambrosius Rosenstrauch, "Historische Ereignisse in Moskau im Jahre 1812 zur Zeit der Anwesenheit des Feindes in dieser Stadt" (deutscher Text), in: I.A. Rozenštrauch, "Istoričeskie proisšestvija v Moskve 1812 goda vo vremja prisutstvija v sem gorode neprijatelja", Novoe Literaturnoe Obozrenie, Moskau 2015 - ISBN 978-5-4448-0270-0.